# Hoein-myeon
Hoein-myeon (koreanska: 회인면) är en socken i kommunen Boeun-gun i provinsen Norra Chungcheong i den centrala delen av Sydkorea, 130 km sydost om huvudstaden Seoul.